# Courage het bange hondje
Courage The Cowardly Dog (Courage, het bange hondje) is een Amerikaanse humoristische tekenfilmserie. Hij wordt vertoond op het tekenfilmkanaal Cartoon Network.

## Ontstaansgeschiedenis
De tekenfilmserie ontstond halverwege de jaren 1990, toen de zender Cartoon Network op zoek ging naar nieuwe tekenfilms die aan zouden slaan bij de smaak van de kijker. Van een aantal tekenfilms werd een proefaflevering gemaakt, die uitgezonden werden als onderdeel van het programma 'What a cartoon!'. De kijker mocht bepalen welke proefafleveringen zouden resulteren in een tekenfilmserie. Courage was een van de winnaars, samen met tekenfilms als Johnny Bravo, Dexter's Laboratory en The Powerpuff Girls.
De proefaflevering van Courage kende een enigszins cartooneske tekenstijl, en kenmerkte zich door een absurd soort zwarte humor, enigszins vergelijkbaar met de tekenfilmserie Ren en Stimpy. In deze aflevering blijft Courage alleen thuis als zijn baasjes op stap gaan, en wordt hij overrompeld door een stel katten die in het appartement een wild feest komen geven. De serie die volgde, werd minder absurdistisch en paste daardoor meer in het beeld van de andere moderne Hanna-Barbera-tekenfilms. De karakters Muriël en Eustace werden toegevoegd, en de enscenering van de serie was voortaan een huisje op het platteland.

## Verhaal
Het hondje Courage (Engels voor 'moed') woont samen met zijn bazinnetje Muriël en haar man Eustace in een afgelegen huis in 'Nergens'. In elke aflevering gebeuren er mysterieuze dingen. Kenmerkend aan de personages is dat Muriël veel te naïef is en Eustace alleen maar geïnteresseerd is in zijn dagelijkse krant, de televisie en geld. Zijn drang naar geld steekt hem vaak de ogen uit en daardoor geraken ze vaak in de problemen.

## Personages
De personages in de serie kunnen verdeeld worden in hoofdkarakters, andere personages en slechteriken.

### Hoofdpersonages
- Courage is een klein bang hondje dat vaak slachtoffer wordt van pesterijen van de echtgenoot van zijn bazin Muriel en ook van de duiven in het park. Als zijn bazin in gevaar is, dan is hij opeens wel erg moedig. Zijn ouders werden ooit door een gemene dierenarts voor een experiment de ruimte in geschoten en als kleine pup werd hij door Muriel meegenomen naar hun boerderij in Kansas.
- Muriel is een naïef oud dametje dat graag eten kookt of op de schommelstoel zit met haar hondje Courage. Ze is van Schotse afkomst en praat met een wat Schots accent. Als ze ziet dat Eustace, haar echtgenoot, Courage aan het pesten of mishandelen is, komt ze altijd met een deegroller om hem een klap op zijn hoofd te geven.
- Eustace is een knorrige oude boer (die echter niet werkt als een boer) die de hele dag de krant leest, televisie kijkt of een manier bedenkt om snel rijk te worden. Naast Muriel heeft hij vooral een vurige liefde voor zijn oude trekker. Hij heeft een moeder die hem steeds 'stomme knul' noemt en eigenlijk net zo kaal is als hij, maar een grote pruik draagt. Ook had hij een broer Horst die overleden is en waar hij niet mee kon opschieten. Zijn meestgebruikte uitspraak is 'Stupid dog!' ('Stomme hond!') wanneer Courage in zijn ogen weer eens wat verkeerd heeft gedaan.

### Andere personages
- Dokter Vindaloo is een Indiase dokter die vaak erbij wordt gehaald om een onbekende ziekte te onderzoeken. Zoals toen Muriel door een weermol gebeten werd. Hij lijkt een loyale vriend te zijn, maar ook hij heeft zijn zwaktes. Zo verstuurde hij geheime gegevens over Muriel aan een machtig bedrijf voor heel veel geld.
- De computer praat met een sarcastisch (haast cynisch) Brits accent en geeft informatie aan Courage om hem te helpen tegen problemen. Eén keer verplaatste de computer zijn geest in de ziel van Muriel.

### Slechteriken
- De buitenaardse kip is een kip met rode ogen van de planeet Mars. Deze slechterik verscheen in de pilot van de serie. De kip probeert de boerderij over te nemen.
- Katz is een rode antropomorfe kat met een Brits accent en heeft zijn eigen achtergrondmuziek in de serie.
- LeQuack is een kwaadaardige eend die ooit door Courage werd ingehuurd om Muriel van haar geheugenverlies te verlossen en sindsdien is hij een grote vijand van hem.
- Snow Man is een levende sneeuwpop die Muriel en Eustace gevangen nam om ze in sneeuwpoppen te veranderen.
- Freaky Fred is de gestoorde neef van Muriel die een ziekelijke drang heeft om mensen kaal te scheren.
- Benton Tarantella is een zombie die ooit met zijn compagnon Errol von Volkheim een serie snuff-films maakte.
- Jeeves Weevil is een charmante antropomorfische snuitkever die te gast was bij Eustace en Muriel, maar hij doet zich alleen aardig voor om ze te kunnen leegzuigen.
- Jean Bonne is een antropomorfische varken die een eigen hamburgertent drijft. Courage dacht in het begin dat Jean Bonne en zijn vrouw hamburgers maakten van mensenvlees en ze aan hun klanten gaven alvorens ze de klanten ook in de gehaktmolen draaiden. Later blijken ze vooral kunstenaars te zijn die vegaburgers maken.
- Goose God is een goddelijk wezen dat lijkt op een antropomorfe gans. Hij is eenzaam en op zoek naar een partner. Hij werd verliefd op Muriel die hij naar zijn rijk wil ontvoeren. Op het laatst wordt hij verliefd op de trekker van Eustace en in plaats van Muriel neemt hij de trekker mee, tot groot verdriet van Eustace.
- Cajun-Fox is een antropomorfische vos met een Cajun-accent die Muriel mee wilde nemen om haar in de soep te doen. Aan het einde valt hij zelf in de soep en wordt door Muriel opgegeten.
- Black Poole Queen is een knappe mysterieuze vrouw die mannen verleidt en meelokt naar de zwarte poel. Daar neemt ze hen mee naar haar onderwaterkasteel alvorens ze transformeert in haar ware monsterlijke gedaante en de mannen opeet.

## Originele stemmen
- Marty Grabstein: Courage
- Thea White: Muriël
- Lionel G. Wilson (afl. 1 tot 33), Arthur Anderson (afl. 34 tot 52), Wallace Shawn (3d film; The Fog of Courage): Eustace
- Simon Prebble: The Computer

## Nederlandse stemmen
- Ruud Drupsteen: Courage
- Hetty Heyting: Muriël
- Rudi Falkenhagen: Eustace
- Victor van Swaay: de computer, dokter Vindaloo en een groot aantal slechteriken (onder meer Le Quack)